# 梁干乔
梁幹喬（1903年9月—1946年1月），原名梁昭桂，广东梅县松口镇大塘村人。黄埔一期，国民革命军陆军中将。十三太保之一军统局元老。 军统十人团之一

## 生平
梁幹喬之父经商，家产8000元，1924年春随父赴广州经营商业。1924年4月由国立广东大学校长邹鲁及广东大学法学院院长粱龙保荐考入黄埔军校第一期第三队。改名梁幹喬。加入中共。1926年冬，黄埔军校一、二、三期毕业生保送苏联莫斯科中山大学学习，追随校长拉狄克、副校长库秋莫夫加入“托派”。。“经过我们两人（梁幹喬与陆渊）的宣传，不数月间，留俄学生之同情反对派者，几占全数之半。”1927年11月7日，莫斯科红场举行纪念十月革命胜利十周年庆典时，梁幹喬等中大托派学员在游行人群中经过列宁墓时，突然亮出托派标语，向主席台高喊托派口号。“红场事件”导致中大开除梁幹喬、区芳、史唐、宋逢春等人党籍、学籍，遣送回国。1927年底经海参崴到上海。
当时四一二事变后不久，中共党内比较混乱，这些人继续留在党内工作，梁幹喬被分配到在香港的广东省委，化名“梁大慈”。1928年9月，东江特委书记彭湃后转任中央农委书记，梁幹喬被派往东江接任特委书记。1928年12月初，秘密往上海秘密参加托派的“中国布尔什维克列宁主义反对派”成立会议，起草了政治纲领，被委派为华南方面的负责人，编印《我们的话》机关刊物。 “我们的话派”成为中国最早的托派组织。梁幹喬回到香港后，与在太古船厂担任中共支部书记的区芳一起，在船厂工人中建立了托派的一个支部和三个小组，梁幹喬的托派身份随之暴露。1929年7月初，广东省委开除了梁幹喬的党籍。
经流放在土耳其的托洛茨基调停，1931年5月1日至3日，中国4大托派组织：我们的话派与无产者社、十月社、战斗社等在上海召开“统一代表大会”，成立了一個统一的托派组织“中国共产党左派反对派”，还选出了“中央执行委员会”，总书记陈独秀。梁幹喬落选中执委。由于生活困顿，在托派内部没有发展出路，梁幹喬与陆渊、刘英等人到南京加入了中国国民党。“无产者社”四大金刚之一的马玉夫因为没能当选“中执委”，而到淞沪警备司令部告发，使托派中执委9人被捕了5个、常委5人中被捕了4个。
梁幹喬以黄埔一期、莫斯科中山大学首批反对斯大林反对中共的中国学员的身份，备受重视。首先发表了文章《回忆与展望》，与托派生涯告别：“历史以最轻薄的态度对待了反对派（即托派的自称）。反对派在今后中华民族复兴的过程中，是没有它的地位的。”成为黄埔系创建力行社的十三太保之一。康泽出任力行社宣传处长，梁幹喬担任了助理，仿造此前的托派刊物《我们的话》创办了《我们的路》周刊，制造反共剿共舆论。同时，梁幹喬成为军统局前身的“十人团”成员之一。力行社特务处组建后，任第三科（交通科）科长、特务处书记长。1932年10月，任国民政府军事委员会政训研究班少将训育组长，同时兼任国民政府军事委员会交通研究院少将训育组长、副主任。1934年兼任新生活运动促进会理事。1935年任力行社中央干事会干事，张学良创办的四维学会兼任理事，南京中央宪兵司令部政训处长。1936年6月发生“两广事变”，梁幹喬负责策反广东空军。
抗战爆发后，梁幹喬任军统局郑州办事处主任，招收了近千名流亡青年在郑州办训练班。戴笠要求把这批学生送到正在湖南筹备的军统训练班。为此二人关系破裂。1938年2月梁幹喬脱离军统，投奔康泽，在康泽手下担任国民政府军事委员会政治部第二厅副厅长。1938年8月中旬赴西安投靠黄埔一期同学胡宗南。遭日军轰炸受轻伤。担任战干四团游击战术教官、中央军校七分校学生总队长、第十战区政治部主任。1940年8月成立国民政府军事委员会陕西省军队组训民众动员总指挥部，梁幹喬如愿任邠洛区指挥官，辖旬邑、淳化、耀县3个县，指挥部设在耀县的文庙。负责封锁陕甘宁边区伸入关中的“囊形地带”。梁幹喬时与陕西省政府主席祝绍周、第三十七集团军总司令员陶峙岳等人的关系非常紧张。1942年邠洛区指挥部迁到淳化，兼任了陕西省第二区行政督察专员。1945年春邠洛区指挥部改为陕西省第二守备区，任保安指挥官。1945年6月26日耀县警备营营长刘文化率士兵一部，向陕甘宁边区警备一旅三团二营投诚，与此同时，高里镇守碉垒一个排的士兵将排长绑了起来，也向边区赤水保安大队投诚，史称“淳化事件”。1945年7月监察院晋陕监察使童冠贤暨战区第二巡察团主任胡伯岳以“破坏行政，纵属殃民”等六条罪状弹劾梁幹喬。陕西省政府主席祝绍周解除梁的二区专员兼保安司令职务，第二守备区保安指挥官职务由苟福堂接任。1946年1月8日在西安病逝。葬在翠华山。 
后人辑有《梁幹喬先生遗作集》。